# HMM Algeciras
HMM Algeciras — є одним із найбільших у світі контейнеровозів. Побудований Daewoo Shipbuilding & Marine Engineering у Південній Кореї. Судно має 61 метр завширшки та 399,9 метра довжини. Місткість судна становить 23 964 TEU. HMM Algeciras зареєстрований в Панамі та управляється компанією HMM Co Ltd.
«HMM Algeciras» разом із 6 сестрами та 5 «зведеними сестрами» (клас «HMM Oslo») розгорнуто на службі "FE4 ALLIANCE" між Азією та Європою, маючи найбільшу розгорнуту місткість. Ротація портів Циндао-Пусан-Нінбо-Шанхай-Яньтянь-Суецький канал-Альхесірас-Роттердам-Гамбург-Антверпен-Танжер Мед-Суецький канал-Сінгапур-Циндао.